# Họ Bọ có đuôi
Bọ cánh cứng sap là một họ (Nitidulidae) bọ cánh cứng. Chúng chủ yếu ăn các vật chất phân huỷ, trái cây chính quá. Chỉ có một vài loài gây hại. 
Các loài thông dụng có:
- Glischrochilus quadrisignatus
- Carpophilus lugubris
- Stelidota geminata

## Phân loại
Họ này có các chi sau:
- Phân họ Calonecrinae Kirejtshuk, 1982
- Phân họ Carpophilinae Erichson, 1842
  - Carpophilus Stephens, 1830
  - Epuraea Erichson, 1843
- Phân họ Cillaeinae Kirejtshuk & Audisio, 1986
  - Cillaeopeplus Sharp, 1908
- Phân họ Cryptarchinae Thomson, 1859
  - Cryptarcha Shuckard, 1839
  - Glischrochilus Reitter, 1873
  - Pityophagus Shuckard, 1839
- Phân họ Cybocephalinae Jacquelin du Val, 1858
  - Cybocephalus Erichson, 1844
- Phân họ Meligethinae Thomson, 1859
  - Meligethes Stephens, 1830
  - Pria Stephens, 1830
- Phân họ Nitidulinae Latreille, 1802
  - Amphotis Erichson, 1843
  - Cychramus Kugelann, 1794
  - Cyllodes Erichson, 1843
  - Ipidia Erichson, 1843
  - Nitidula Fabricius, 1775
  - Omosita Erichson, 1843
  - Physoronia Reitter, 1884
  - Pocadius Erichson, 1843
  - Soronia Erichson, 1843
  - Thalycra Erichson, 1843
  - Tumida
- incertae sedis
  - Apetinus
  - Conotelus
  - Cyrtostolus
  - Eunitidula
  - Eupetinus
  - Gonioryctus
  - Goniothorax
  - Haptoncus
  - Kateretes
  - Nesapterus
  - Nesopetinus
  - Notopeplus
  - Orthostolus
  - Stelidota
  - Urophorus

## Hình ảnh

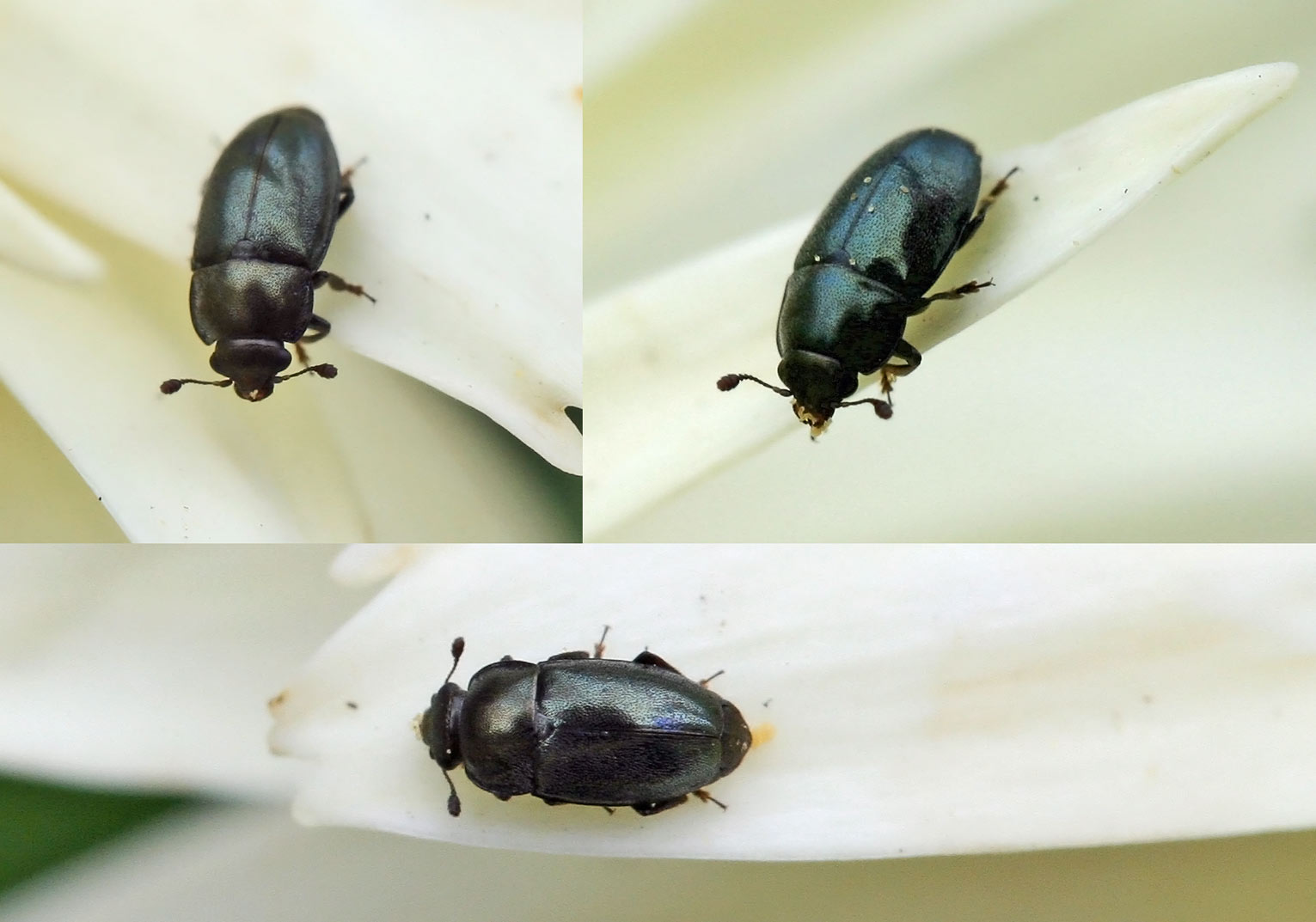
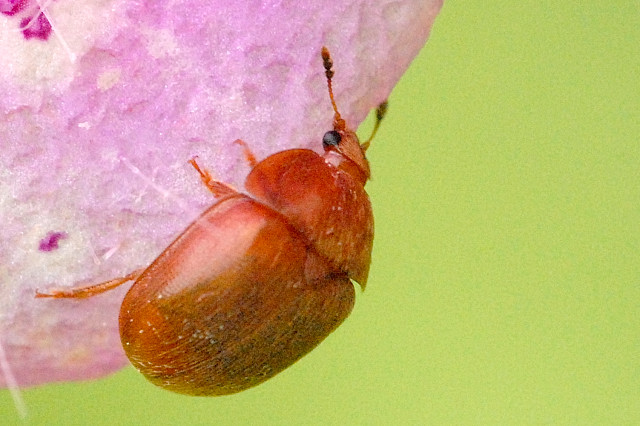
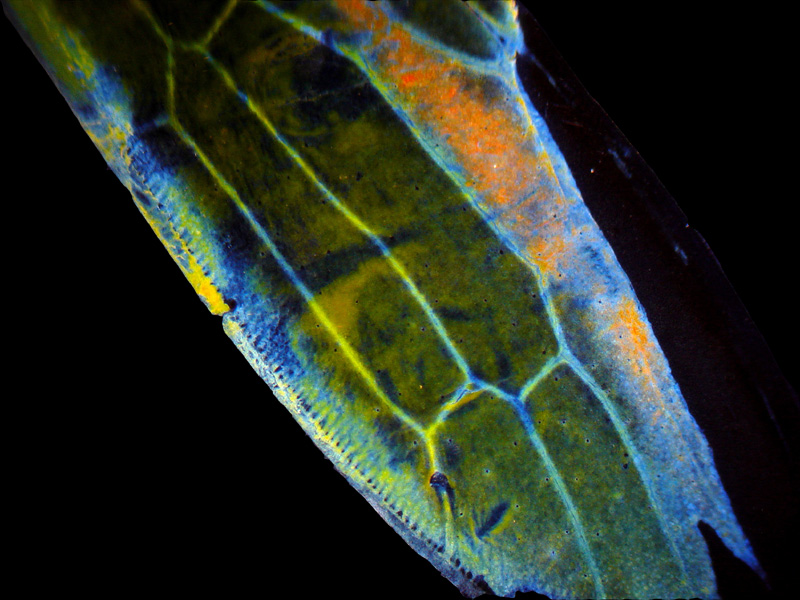
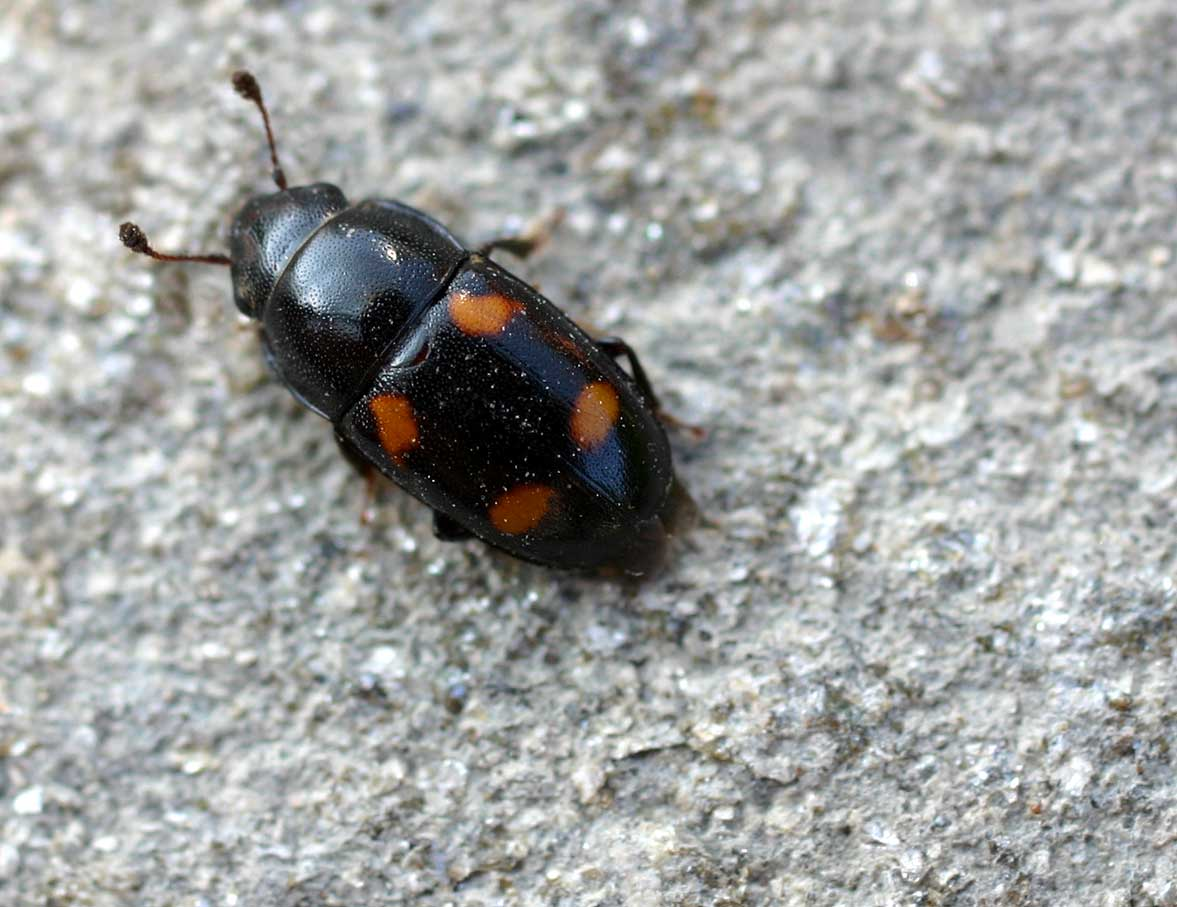